# توروخانسک

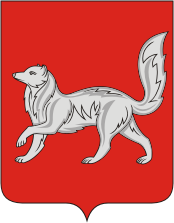
نشان توروخانسک دارای سمور است که کنایه ای از تجارت سریع خز در این شهر است.

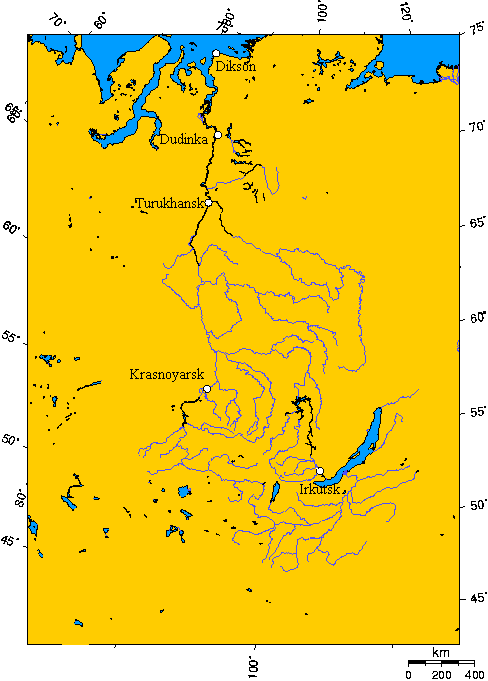
حوضه رودخانه ینیسی

توروخانسک(به روسی: Туруха́нск   ) یک ناحیه روستایی و مرکز اداری بخش توروخانسکی در ناحیه کراسنویارسک روسیه است که در ۱٬۴۷۴ کیلومتر (۹۱۶ مایل) قرار گرفته است. شمال کراسنویارسک ، در محل تلاقی رودخانه های ینی سئی و نیژنیایا تونوسکا .
نباید با استاروتوروخانسکخطا شود ، که تا سال 1920 به عنوان توروخانسک معروف می شد.

## تاریخ
توروخانسک یکی از اولین سکونتگاه های روسی در سیبری است که در تاریخ 1607 به عنوان یک اردوگاه زمستانی افتتاح شد ( зимовье ) برای قزاق ها و تجاران. بعد از آتش‌سوزی‌های مصیبت بار مانگازیا در سال‌های 1619، 1642 و 1662، توروخانسک از بخش وسیعی از جمعیت مستعمره قدیمی همراهی میکرد و به عنوان ماگازیا جدید معروف شد. در سال 1677 یک قلعه چوبی با توپ در آنجا ساخته شد. این شهرک میزبان یکی از بزرگترین نمایشگاه‌های سیبری بود و در سال 1785 به عنوان شهر اویزد توروخانسک درج شد. این شهر بعد از سال 1822 رو به نابودی گذاشت.
در امپراتوری روسیه و اتحاد جماهیر شوروی، توروخانسک اکثرا به نام های مکانی برای اخراج سیاسی قرار می گرفت. یولیوس مارتوف ، یاکوف سوردلوف ، ژوزف استالین ، لو کامنف ، الکساندر اولانوفسکی ، دختر مارینا تسوتاوا، آریادنا افرون ، یوز آلشکوفسکی و اسقف اعظم لوکا ووینو-یاسنتسکی در بین مردم اخراج شده بودند.

## جمعیت شناسی
- ۴,۶۶۲ (بر طبق سرشماری سال ۲۰۱۰)[۱]
- ۴,۸۴۹ (سرشماری سال ۲۰۰۲)[۲]
- ۸,۸۶۹ (سرشماری سال ۱۹۸۹)[۳]
- 200 (1897).

## حمل و نقل
این شهر توسط فرودگاه توروخانسک خدمات رسانی می شود.

## اقلیم
آب و هوای توروخانسک در سیستم دسته بندی آب و هوای کوپن به عنوان زیر قطبی قاره ای ( دی اف سی) و در سیستم دسته بندی آب و هوای تروارتا به عنوان زیر قطبی قاره ای ( تایگا ) با تابستان های متعادل و زمستان های بسیار سرد ( ای سی ای دی ) دسته بندی می شود.
| داده‌های اقلیم توروخانسک | داده‌های اقلیم توروخانسک | داده‌های اقلیم توروخانسک | داده‌های اقلیم توروخانسک | داده‌های اقلیم توروخانسک | داده‌های اقلیم توروخانسک | داده‌های اقلیم توروخانسک | داده‌های اقلیم توروخانسک | داده‌های اقلیم توروخانسک | داده‌های اقلیم توروخانسک | داده‌های اقلیم توروخانسک | داده‌های اقلیم توروخانسک | داده‌های اقلیم توروخانسک | داده‌های اقلیم توروخانسک |
| ماه                     | ژانویه                  | فوریه                   | مارس                    | آوریل                   | مه                      | ژوئن                    | ژوئیه                   | اوت                     | سپتامبر                 | اکتبر                   | نوامبر                  | دسامبر                  | سال                     |
| ----------------------- | ----------------------- | ----------------------- | ----------------------- | ----------------------- | ----------------------- | ----------------------- | ----------------------- | ----------------------- | ----------------------- | ----------------------- | ----------------------- | ----------------------- | ----------------------- |
| سابقهٔ بیش‌ترین °C (°F)   | ۰٫۵ (۳۳)                | ۰٫۸ (۳۳)                | ۸٫۷ (۴۸)                | ۱۵٫۶ (۶۰)               | ۲۸٫۰ (۸۲)               | ۳۳٫۲ (۹۲)               | ۳۵٫۵ (۹۶)               | ۳۱٫۱ (۸۸)               | ۲۳٫۸ (۷۵)               | ۱۶٫۹ (۶۲)               | ۳٫۲ (۳۸)                | ۱٫۱ (۳۴)                | ۳۵٫۵ (۹۶)               |
| میانگین بیش‌ترین °C (°F) | −۲۱٫۴ (−۷)              | −۱۸٫۶ (−۱)              | −۹ (۱۶)                 | −۱٫۷ (۲۹)               | ۶٫۲ (۴۳)                | ۱۶٫۸ (۶۲)               | ۲۲٫۰ (۷۲)               | ۱۷٫۹ (۶۴)               | ۹٫۴ (۴۹)                | −۲ (۲۸)                 | −۱۴٫۶ (۶)               | −۱۹٫۸ (−۴)              | −۱٫۲۳ (۲۹٫۸)            |
| میانگین روزانه °C (°F)  | −۲۵٫۴ (−۱۴)             | −۲۳٫۲ (−۱۰)             | −۱۵٫۱ (۵)               | −۷٫۹ (۱۸)               | ۱٫۳ (۳۴)                | ۱۱٫۴ (۵۳)               | ۱۶٫۵ (۶۲)               | ۱۳٫۱ (۵۶)               | ۵٫۶ (۴۲)                | −۵ (۲۳)                 | −۱۸٫۶ (−۱)              | −۲۳٫۹ (−۱۱)             | −۵٫۹۳ (۲۱٫۴)            |
| میانگین کم‌ترین °C (°F)  | −۲۹٫۵ (−۲۱)             | −۲۷٫۳ (−۱۷)             | −۲۰٫۳ (−۵)              | −۱۳٫۷ (۷)               | −۲٫۹ (۲۷)               | ۶٫۷ (۴۴)                | ۱۱٫۵ (۵۳)               | ۹٫۰ (۴۸)                | ۲٫۷ (۳۷)                | −۷٫۸ (۱۸)               | −۲۲٫۴ (−۸)              | −۲۸ (−۱۸)               | −۱۰٫۱۷ (۱۳٫۸)           |
| سابقهٔ کم‌ترین °C (°F)    | −۵۷ (−۷۱)               | −۵۵٫۳ (−۶۸)             | −۵۰ (−۵۸)               | −۴۲ (−۴۴)               | −۲۶٫۶ (−۱۶)             | −۸٫۲ (۱۷)               | ۰٫۱ (۳۲)                | −۲٫۱ (۲۸)               | −۱۷٫۶ (۰)               | −۳۹٫۷ (−۳۹)             | −۵۰ (−۵۸)               | −۵۵٫۲ (−۶۷)             | −۵۷ (−۷۱)               |
| بارندگی میلی‌متر (اینچ)  | ۳۶ (۱٫۴۲)               | ۲۸ (۱٫۱)                | ۳۲ (۱٫۲۶)               | ۳۳ (۱٫۳)                | ۳۹ (۱٫۵۴)               | ۵۶ (۲٫۲)                | ۶۴ (۲٫۵۲)               | ۷۷ (۳٫۰۳)               | ۶۵ (۲٫۵۶)               | ۷۵ (۲٫۹۵)               | ۵۰ (۱٫۹۷)               | ۴۲ (۱٫۶۵)               | ۵۹۷ (۲۳٫۵)              |
| میانگین روزهای بارانی   | ۰                       | ۰                       | ۱                       | ۶                       | ۱۲                      | ۱۸                      | ۱۷                      | ۲۰                      | ۲۰                      | ۱۱                      | ۱                       | ۰٫۱                     | ۱۰۶٫۱                   |
| میانگین روزهای برفی     | ۲۸                      | ۲۴                      | ۲۴                      | ۱۶                      | ۸                       | ۰٫۵                     | ۰                       | ۰                       | ۲                       | ۱۸                      | ۲۶                      | ۲۸                      | ۱۷۴٫۵                   |
| درصد رطوبت              | ۷۶                      | ۷۶                      | ۷۳                      | ۶۵                      | ۶۴                      | ۶۴                      | ۶۹                      | ۷۷                      | ۷۹                      | ۸۴                      | ۸۰                      | ۷۷                      | ۷۳٫۷                    |
| منبع: pogoda.ru.net     |                         |                         |                         |                         |                         |                         |                         |                         |                         |                         |                         |                         |                         |